# Henri Bremond
Pour les articles homonymes, voir Brémond.
Ne doit pas être confondu avec Henry Brémond.
Henri Bremond, né le 31 juillet 1865 à Aix-en-Provence (France) et mort le 17 août 1933 à Arthez-d'Asson (France), est un prêtre catholique, historien et critique littéraire français, membre de l'Académie française. Il fut jésuite de 1882 à 1904.

## Biographie
Fils d'un notaire qui eut cinq enfants – quatre garçons Émile, Henri, Jean et André, et une fille, Marguerite – Henri fait ses études au collège du Sacré-Cœur où Charles Maurras, de trois ans son cadet, est également élève. Avec celui-ci, il aura, quelques années plus tard, des rapports cordiaux qui se transformeront peu à peu en une antipathie violente et réciproque. Son professeur, le père jésuite Pralon, exerce à cette époque une grande influence sur lui.
Le 24 novembre 1882, à 17 ans, il entre au noviciat de la Compagnie de Jésus ; deux de ses frères, Jean et André, le suivront sur cette voie. Il se rend à Sidmouth, dans le Devonshire (Angleterre), pour y faire son noviciat, les Jésuites ayant été expulsés de France en 1880. Il s'initie à la langue et à la littérature anglaise. Il est ordonné prêtre le 8 septembre 1892, à Mold, au pays de Galles.
Bremond enseigne à Dole, Moulins, Saint-Étienne et Villefranche-sur-Saône au collège de Mongré. Là il a pour élève Pierre Teilhard de Chardin, qu'il qualifie de « petit génie pétillant d'intelligence ».  À partir de 1894, il collabore régulièrement à la revue jésuite Études dont il est le directeur de 1900 à 1903. Il prononce ses derniers vœux le 2 février 1900.
Il se lie d'amitié avec Maurice Barrès, rencontré fortuitement en 1900 à Athènes sur des échafaudages montés pour des travaux de restauration du Parthénon. Le 10 juillet 1901, il rencontre George Tyrrell, anglican irlandais converti au catholicisme et devenu jésuite. Une profonde amitié les lie.
Son tempérament non conformiste le pousse à quitter la Compagnie de Jésus le 2 février 1904, ce qui lui permet de se consacrer pleinement à ses travaux littéraires. Edwin Bonnefoy, archevêque d'Aix-en-Provence, le reçoit dans son diocèse. Il se rend à Londres où il rencontre le baron von Hügel puis à Richemont où il retrouve son ami George Tyrrell. Il invite ce dernier à Vinon-sur-Verdon, dans le Var, dans sa propriété familiale de Boutre.
Ses contacts avec Maurice Blondel, le baron von Hügel et surtout George Tyrrell rendent l'abbé Bremond suspect aux yeux des autorités religieuses. Sa présence aux funérailles (15 juillet 1907) de Tyrrell, excommunié pour ses opinions lors de la crise moderniste, ne font qu'aggraver la situation. Bremond, qui a assisté son ami dans les derniers moments, participe à ses obsèques et y prononce même une allocution. Cela lui vaut d'être suspendu par les autorités religieuses. Il n'est réintégré qu'après résipiscence. Il est également un ami de l'abbé Mugnier, autre prêtre en disgrâce.

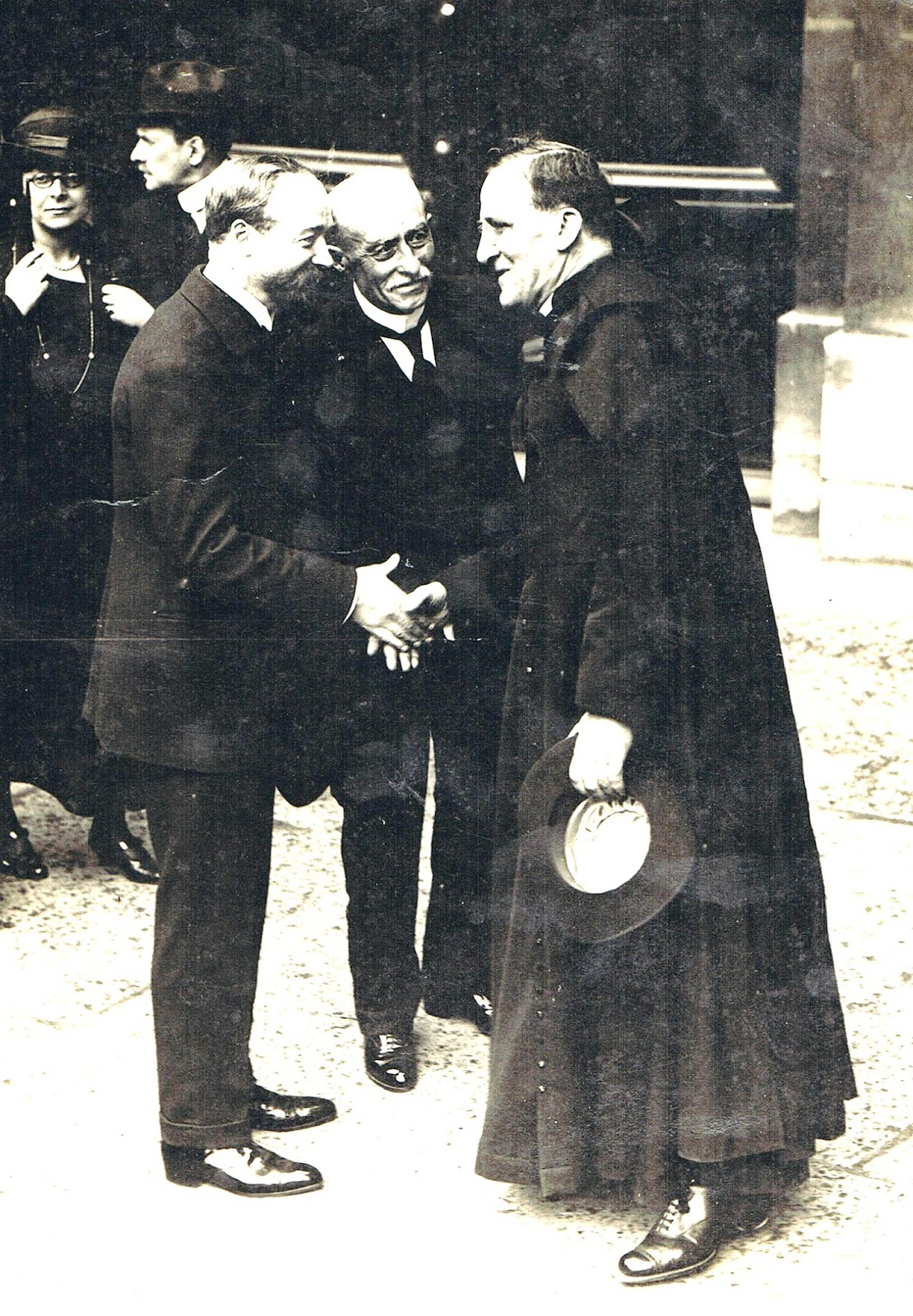
Henri Bremond, à droite, serrant la main d'Alexandre Miniac, à l'Académie française, vers 1923.

En 1924, il reconnaît l'influence qu'aura eue Anatole France sur son anticléricalisme opiniâtre.
Mort le 17 août 1933, Henri Bremond est enterré au cimetière Saint-Pierre d'Aix-en-Provence.

## Œuvre
Henri Bremond étudie la poésie, le romantisme et le symbolisme. Il est élu à l'Académie française le 19 avril 1923 par 17 voix contre 12 grâce aux interventions de Camille Jullian.
Les premiers ouvrages qu'il publie traitent des questions touchant à la religion et à la spiritualité. Vers 1909, il décide de se consacrer à un grand projet auquel il devait consacrer l'essentiel de ses forces : la rédaction de son Histoire littéraire du sentiment religieux en France depuis les guerres de religion jusqu'à nos jours. La méthode de l'abbé Bremond était assez novatrice pour l'époque. En effet, il ne voulait pas faire une histoire « religieuse » de la littérature, ou une histoire de la religion. Son ambition était de montrer le « sentiment religieux », c'est-à-dire la manière dont les croyants vivent leur religion, à travers la vie littéraire. Son objectif était de couvrir l'ensemble de la littérature du XVIe au XXe siècle. La plus grosse partie de ses ouvrages restera néanmoins centrée sur le XVIIe siècle, le « siècle jésuite » qu'il connaissait bien, et notamment sur l'étude du jansénisme et de l'école française de spiritualité, pour parvenir à la fin de son projet.
La parution des premiers volumes de son histoire littéraire du sentiment religieux lui procure une certaine notoriété, ce qui lui permet d'être élu à l'Académie française au fauteuil de Mgr Louis Duchesne. Il est reçu le 22 mai 1924 par Henry Bordeaux. Le 24 octobre 1925, chargé de la traditionnelle lecture pour la séance publique, il s'interrogeait sur la poésie pure. Il déclencha sur ce thème une campagne qui lui vaudra le soutien de Paul Valéry. Selon lui, la poésie comme tous les autres arts, aspire à rejoindre la prière, d'où son livre Prière et Poésie.
Poésie pure (1926) provoque de nombreux débats dans les milieux littéraires des années 1920 où le « mystère » en poésie devient un thème à la mode. Jean Guéhenno dans son Journal des années noires s'en souvient : 
« Le débat que (les trois tomes de l'abbé Bremond sur la poésie pure) provoquèrent fut l'un de nos divertissements des années vingt-cinq, de l'entre-deux-guerres. Avec quelles délices on ratiocina. Donc la poésie était un « mystère ». Bremond, narquois, l'avait dit. Un mystère ! On ne finit pas d'aller au fond d'un mot comme celui-là. Chacun put écrire son article et gagner sa pitance. Le vieux Boileau disait seulement "Un je ne sais quoi", ce qui est beaucoup moins pathétique, mais lui suffisait et aussi à Racine, et à La Fontaine... Un mystère ! Toutes les belles âmes tombèrent en pâmoison. »
— Jean Guéhenno, Journal des années noires, 18 janvier 1943, Gallimard, 1947.

Tout en gardant sa résidence béarnaise, il s'installe au 16 rue Chanoinesse à Paris et il y rencontre souvent Paul Valéry, qui écrira sur lui de superbes pages dans son Discours sur Henri Bremond : 
« (Il) pouvait porter dans l'examen d'un texte et le défrichement d'une intention, cette perspicacité, cette pénétration du regard que développe la pratique de la confession, l'exercice de la recherche du fond de l'âme chez les autres et dans soi-même. »
— Paul Valéry, Œuvres complètes, tome 1, Pléiade, p. 763-769.

## Hommages
- Une plaque commémorative du séjour de Henri Bremond au 16, rue Chanoinesse a été inaugurée par Paul Valéry le 9 juin 1934.
- De nombreuses villes ont donné son nom à une rue.

## Publications
- L’Inquiétude religieuse. Aubes et lendemains de conversion (1901), prix Juteau-Duvigneaux de l’Académie française en 1901 et 1911
- L’Enfant et la vie (1902)
- Âmes religieuses (1902)
- Le bienheureux Thomas More (1904)
- Étude sur Newman (1905), prix Juteau-Duvigneaux de l’Académie française en 1906
- Le Charme d’Athènes et autres essais (1905)
- Gerbet (1907)
- La Littérature religieuse d'avant-hier et d'aujourd'hui (1908)
- La Provence mystique au XVIIe siècle : Antoine Yvan et Madeleine Martin (1908)
- Nicole (1909)
- L’Évolution du clergé anglican (1909)
- Apologie pour Fénelon (1910)
- Sainte Chantal (1912)
- Textes choisis de Bossuet (1913)
- Histoire littéraire du sentiment religieux en France depuis la fin des guerres de religion jusqu'à nos jours (11 vol.) 1916-1933 réédition en 2006 chez Jérôme Millon
- Pour le Romantisme (1923)
- Maurice Barrès (1923)
- Les deux musiques de la prose (1924)
- Prière et poésie (1925)
- Le Roman et l’histoire d’une conversion : Ulrich Guttinger et Sainte-Beuve, d’après des correspondances inédites (1925)
- La Poésie pure : Un débat sur la poésie. La poésie et les poètes (1926) (avec Robert de Souza)
- Sainte Catherine d’Alexandrie (1926)
- L’Abbé Tempête, Armand de Rancé, réformateur de la Trappe (1929)
- Introduction à la philosophie de la prière (1929)
- Racine et Valéry (1930)
- Notes sur l’initiation poétique (1930)
- Divertissements devant l’Arche (1930)
- Sous le pseudonyme de Sylvain Leblanc : Un Clerc qui n’a pas trahi : Alfred Loisy d’après ses mémoires (1931)
  - Édition critique et dossier historique d'Émile Poulat : Une œuvre clandestine d'Henri Bremond / Sylvain Leblanc : Un clerc qui la pas trahi, coll. « Uomini e dottrine » no 18, Edizioni di storia e letteratura, Rome 1972.
- La Querelle du pur amour au temps de Louis XIII (1932)
- Correspondance (1970) Lettres à Maurice Blondel

## Distinctions
- Officier de la Légion d'honneur (1932). Il est nommé chevalier en 1926.